# Groma

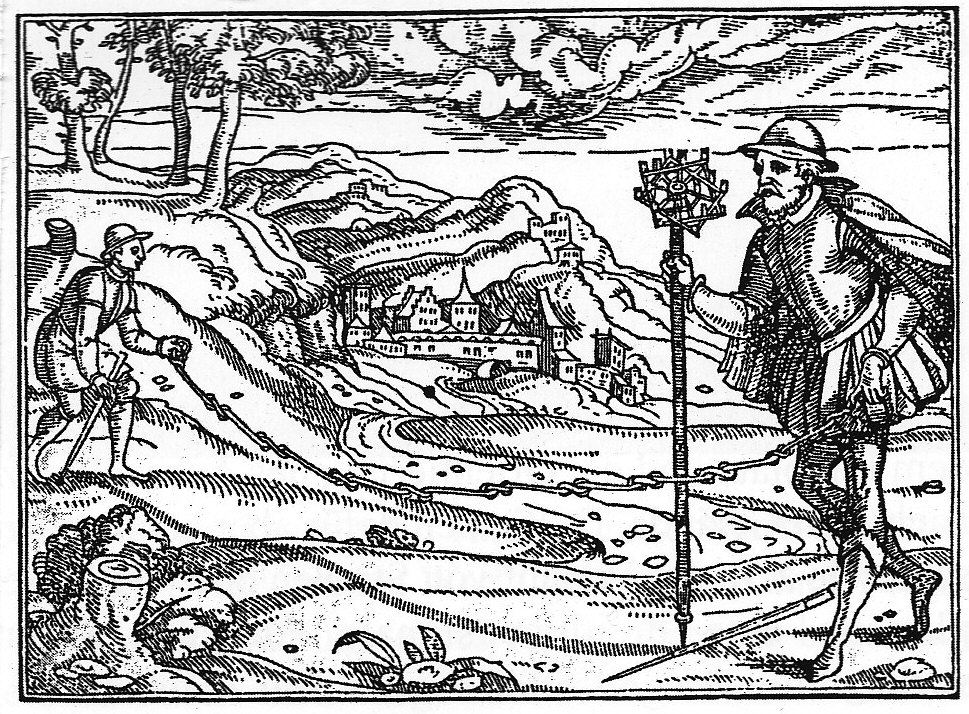
Messkette und Winkelkreuz: Nach Carolus Stephanus und Johannes Liebhaltus, Straßburg 1579.

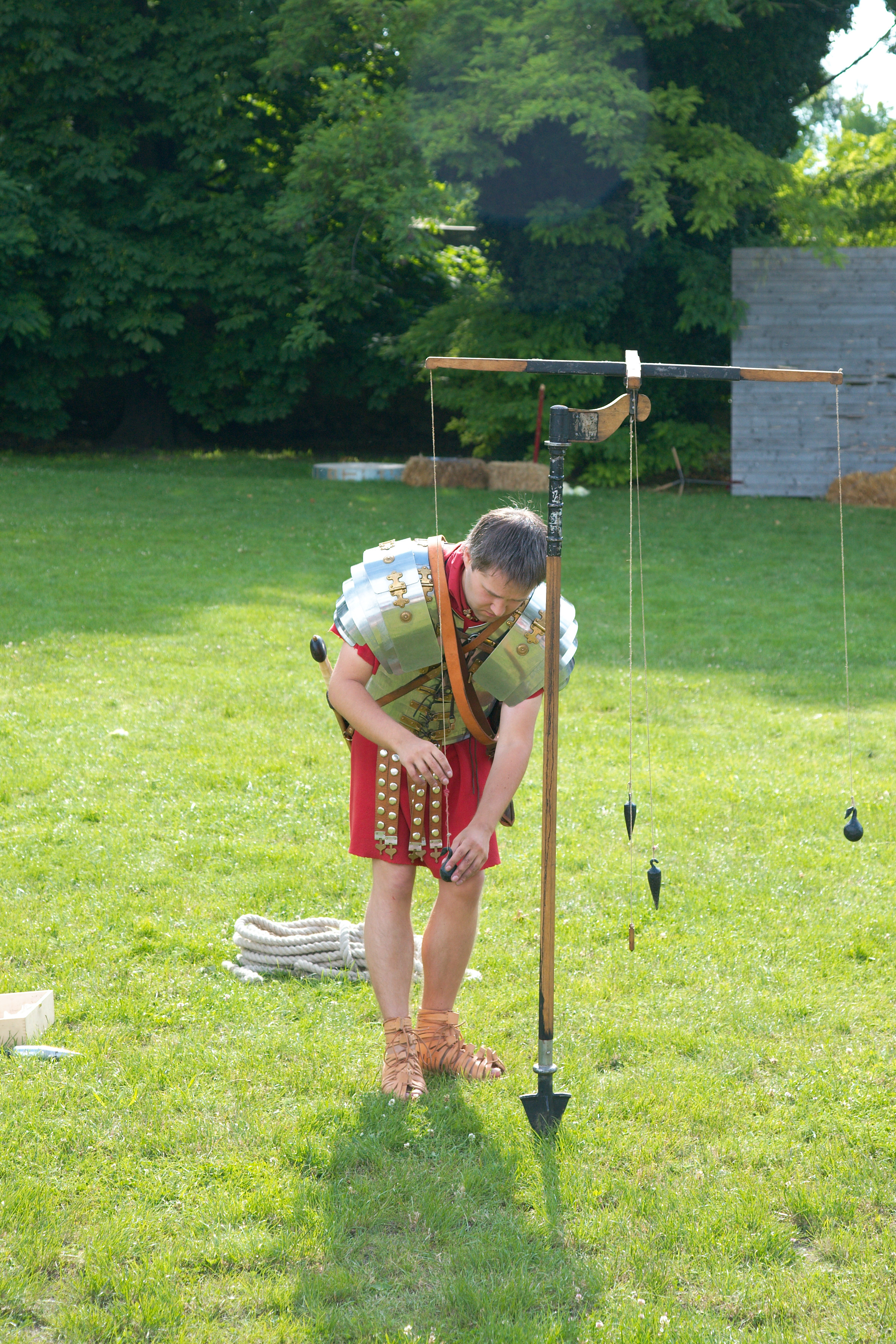
Nachbildung einer Groma

Zeichnerische Rekonstruktion

Die Groma (griechisch γρῶμα) war ein römisches Vermessungsinstrument (Kombination von Lot und Visierkreuz), Vorläufer der Kreuzscheibe oder des Doppelpentagonprismas, konzipiert zur Absteckung rechter Winkel. Für die Groma sind auch lateinische Bezeichnungen überliefert: ferramentum ‚Eisengerät‘ hieß es, wie vielerlei Gerät, nach dem Ausgangsstoff seines Fußgestells, tetrans ‚Quadrant‘ nach dem genauen Namen für den Schnittpunkt seiner Balken, und stella wegen der Ähnlichkeit der Kreuzform seines Visierlineals mit einem ‚Stern‘.

## Aussehen und Funktionsweise
Aussehen und Funktionsweise der Groma lassen sich aufgrund eines Fundes in Pompeji sowie nach der Darstellung auf antiken Grabstelen aus Ivrea und Pompeji gut rekonstruieren.
Auf einem gekröpften Stabstativ ist ein drehbares, möglichst rechtwinkliges Achsenkreuz angebracht, an dessen Enden insgesamt vier Lote herabhängen. Der Auslegearm erlaubt, dass der Schnittpunkt des Achsenkreuzes mit einem weiteren Lot über einem Vermessungspunkt zentriert werden kann. Es wurden auch Modelle ohne Auslegearm, dafür mit einem Sehschlitz im Stativstab auf Abbildungen gefunden. Über die jeweils diagonal gegenüberliegenden Lotschnüre ist eine Visur möglich. Zur Messung wurde die Groma mit dem Mittellot über einem Vermessungspunkt aufgestellt und durch eine Visur über das erste Paar Lotschnüre auf einer Basislinie eingerichtet. Da das Achsenkreuz rechtwinkelig sein sollte, zeigt die Visur über das andere Paar Lotschnüre eine dazu senkrechte Linie an. Die Anordnung der Lote am Achsenkreuz erlaubt eine Fehlerkorrektur über eine zweite Kontrollabsteckung: Wird das Achsenkreuz nämlich um 90° gedreht und die Aufstellung und Messung wiederholt, zeigt sich bei der zweiten Messung durch den (unvermeidlichen) Gerätefehler eine Abweichung. Der Absteckfehler kann dadurch weitgehend eliminiert werden.
Damit die Kontrollmessung nicht versehentlich über die Lote der ersten Messung gemacht wurde, hat man den Loten paarweise unterschiedliche Formen gegeben.

## Anwendung
Die Groma wurde insbesondere bei der Limitation benutzt, dem Anlegen eines Legionslagers oder von Siedlungen, um den Verlauf der Hauptstraßen festzulegen. Der Standort der erstmaligen Vermessung war der locus gromae oder der umbilicus ‚Nabel‘ und geht zurück auf die „Vierteilung des Beobachtungsraums“ durch die Auguren.

„Der Augur teilt sein Gesichtsfeld in vier Regionen, links und rechts, vorn und hinten, indem er markante Punkte am Horizont als Grenzmarken anvisiert und mit seinem Krummstab nach den entsprechenden Seiten Linien in die Luft zieht.“

Die Verfügbarkeit eines rechten Winkels im Gelände ermöglichte aber auch weitergehende Anwendungen, etwa die exakte Planung von Tunneln oder sogar die Vermessung von Flüssen, ohne sie zu überqueren, wie es vom antiken Autor Marcus Iunius Nipsus beschrieben wird.

## Funde
Alle eisernen Fundobjekte, die in der Vergangenheit als Groma gedeutet wurden und die teils in Fundzusammenhängen mit römischen Speicherbauten (Horrea) aufgefunden wurden, hat die Forschung inzwischen als Überreste eines Hohlmaßgefäßes (Modius) identifiziert. Grundlage dazu bildeten die 1994 veröffentlichten Überlegungen des Archäologen Dietwulf Baatz zu einer angeblichen Groma aus dem Kastell Pfünz. Das im Bestand der Römischen Abteilung des Museums für Ur- und Frühgeschichte auf der Willibaldsburg befindliche eiserne Achsenkreuz wird als Teil einer Groma angesprochen.
Wichtigstes Indiz für die Erforschung und Rekonstruktion dieses archäologisch überaus selten nachgewiesenen römischen Gerätes zur Vermessung von Gebäuden und Grundstücken sind spärliche Funde und Abbildungen. Diskussionswürdig sind nur die folgenden Erwähnungen:
- Ivrea: 1852 wird der Grabstein eines Mensors (Vermessers) aus dem 1. Jahrhundert v. Chr. gefunden. Neben Materialien des Mensors sind auch der Schaft und das Kreuz einer Groma eingemeißelt; der Stein wird in Ivrea aufbewahrt.
- Pompeji: 1912 wurde eine metallene Groma in Pompeji gefunden. Der gute Erhaltungszustand, die gediegene Bronzearbeit und die Vollständigkeit machen den bedeutsamen Wert des Fundes aus. Die Arme der pompejianischen Stella messen vom Drehpunkt aus je 46 cm. Das Gerät wurde in den 1920er Jahren von Matteo della Corte rekonstruiert, der wie Baatz das im Getreidespeicher des Kastells Pfünz aufgefundene drehbare Kreuz eindeutig als Teil eines Getreidemaßes identifizierte.[5]
- Fayyum: Aus ptolemäischer Zeit, also 100 n. Chr. soll ein seit 1899 bekanntes Holzkreuz stammen, das in Fayyum gefunden wurde, heute in London aufbewahrt wird und in der Vergangenheit als Teil einer Groma angesprochen wurde. Diese Deutung ist jedoch umstritten, denn auch in diesem Fund wird ein Modius gemutmaßt.[6]
- Münzen: Möglicherweise ist das Visierinstrument auf einer Kupfermünze des lucanischen Herakleia dargestellt. Die einst als Groma interpretierte Darstellung auf einer Silbermünze von Metapont wird schon seit langem als Kreuzfackel gedeutet.[7][8]